# Oftersheim

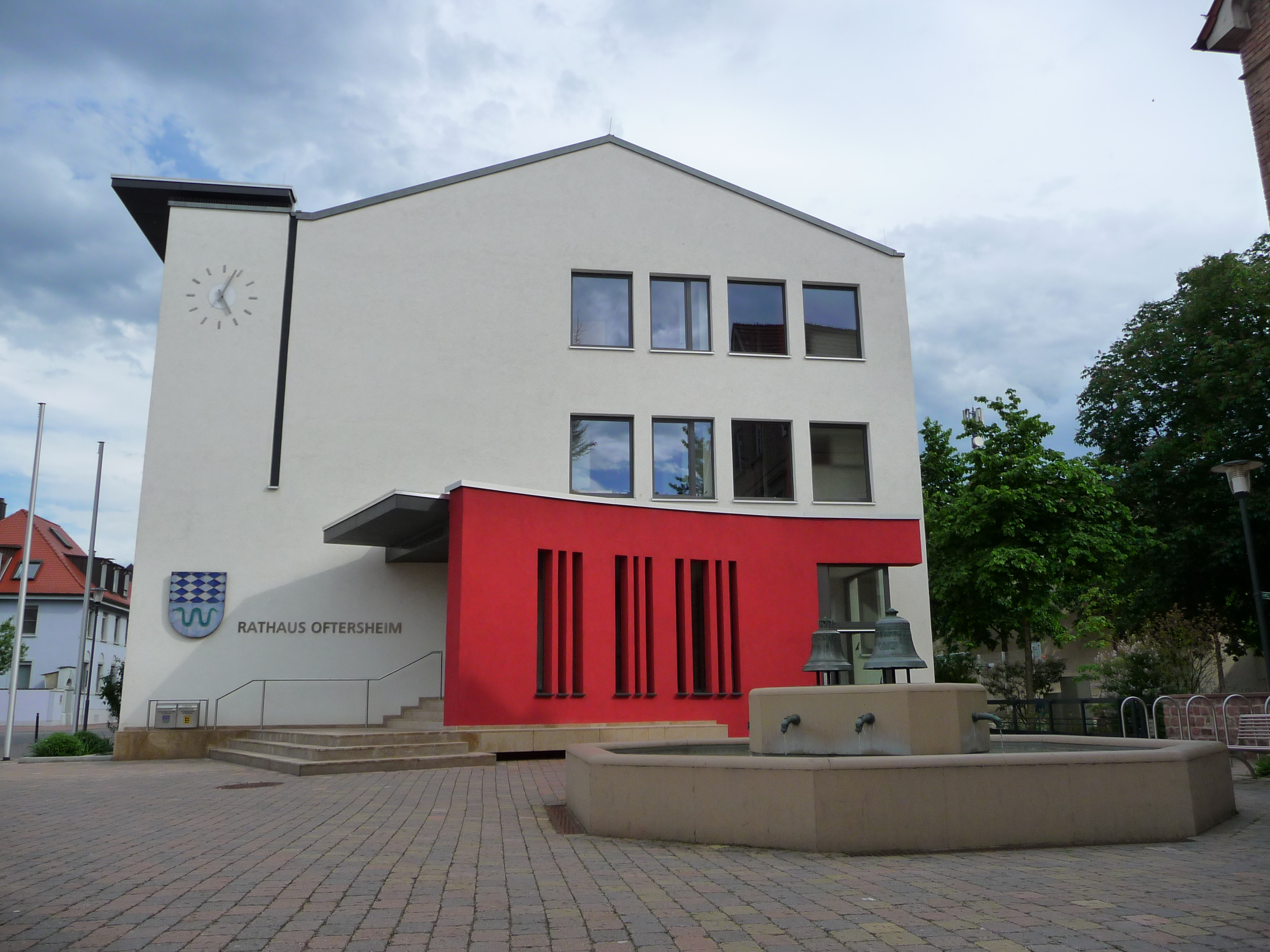
Rathaus mit Brunnen nach der Renovierung August 2006

Oftersheim (kurpfälzisch: Ofdasche [ˈɔfdaʃə]) ist eine Gemeinde im Rhein-Neckar-Kreis, Baden-Württemberg in der Nähe von Heidelberg mit etwa 12.000 Einwohnern. Oftersheim bildet mit der Nachbarstadt Schwetzingen ein zusammenhängendes Stadtgebiet und ist ein Teil der Metropolregion Rhein-Neckar, eines Ballungsraums mit 2,4 Millionen Einwohnern. Das im Jahr 766 erstmals schriftlich im Lorscher Codex erwähnte Oftersheim gehörte jahrhundertelang zur Kurpfalz. Aufgrund der hohen Einwohnerzahl von mehr als 10.000 könnte Oftersheim den Status einer Stadt mit Oberbürgermeister etc. anstreben.

## Geographie

### Geographische Lage
Die Gemeinde Oftersheim liegt inmitten des Rhein-Neckar-Raums rund 15 km südlich von Mannheim und gut 10 km westlich vom Stadtzentrum Heidelberg entfernt.
Das Gemeindegebiet ist mit der im Westen und Norden angrenzenden großen Kreisstadt Schwetzingen vollkommen zusammengewachsen, so dass auch die Oftersheimer Bürger die Schwetzinger Innenstadt fußläufig erreichen und die kulturellen Angebote wahrnehmen können. Weiterhin grenzen im Nordosten Plankstadt, im Osten Heidelberg, im Südosten Sandhausen und eine unbewohnte Exklave von Leimen sowie im Süden Hockenheim an das Gemeindegebiet.
Vom Kraichgau kommend, durchfließt der Leimbach das Ortsgebiet in Ost-West-Richtung. Unmittelbar vor Erreichen der geschlossenen Bebauung mündet in diesen der Landgraben. Im äußersten Süden grenzt die Gemarkung außerdem an den Hardtbach.

### Gemeindegliederung
Zur Gemeinde Oftersheim gehören das Dorf Oftersheim, der Ort Hardtwaldsiedlung, der Name ist seit 1963 amtlich, das Gehöft Bachmayer-Hof und die Häuser Blindenführerhundeschule, Golfplatz und Schießstand (ehemal. Panzerschießstand).
Die Hardtwaldsiedlung wurde nach dem Zweiten Weltkrieg von heimatvertriebenen Zuwanderern erbaut. Dort befinden sich auch die Sportplätze und Clubhäuser des TSV und der SG Oftersheim.

### Geologie und Klima
Oftersheim liegt inmitten der Oberrheinischen Tiefebene. Begünstigt durch den Pfälzerwald im Westen, den Odenwald im Osten und den Taunus im weiteren Norden herrscht ein ausgeglichenes, mildes Klima. Warme Sommer und milde, fast schneefreie Winter sind hier die Regel.
Zum Gemarkungsgebiet gehört auch das größte zusammenhängende Inlanddünengebiet Deutschlands, durch das der Dünenrundweg Oftersheim führt. Die ausgedehnten Waldgebiete der Schwetzinger Hardt und die Nähe zu Odenwald und Pfälzerwald bieten zudem gute Erholungsmöglichkeiten.
Die Gemarkung erstreckt sich über 1278 Hektar. Davon sind 19,6 Prozent Siedlungs- und Verkehrsfläche, 30,4 Prozent werden landwirtschaftlich genutzt und 49,4 Prozent sind bewaldet.

## Geschichte

### Frühe Geschichte
Vereinzelte Funde belegen Siedlungen in römischer Zeit. Es gab auf dem späteren Stadtgebiet vielleicht zwei Villae Rustica. In der Kantstraße fand sich 1952 ein Brandgrab.  Oftersheim wurde im Jahr 767 anlässlich einer Schenkung zugunsten des Klosters Lorsch im Lorscher Codex als Offtreshem erstmals urkundlich erwähnt.  Man nimmt an, dass es bereits früher von einem fränkischen Gemeinfreien Ofteri gegründet wurde, worauf auch die Ortsnamensbildung mit der Endung -heim hindeutet.
Im 11. Jahrhundert schenkte der König die Herrschaft über die Schwetzinger Hardt an den Bischof von Speyer, der zur Verwaltung ein Ministerialengeschlecht einsetzte. Die Schenken von Wersau verkauften das Lehen an die Pfalzgrafen bei Rhein, was 1286 durch den Speyerer Bischof bestätigt wurde. Oftersheim wurde aus dem Wersauer Herrschaftsbezirk herausgelöst und unterstand seitdem direkt der pfälzischen Grund- und Landesherrschaft. Innerhalb der Kurpfalz gehörte Oftersheim zu Kirchheimer Zent.
Im 17. Jahrhundert wurde Oftersheim im Dreißigjährigen Krieg und im Pfälzischen Erbfolgekrieg zerstört.

### 19., 20. und 21. Jahrhundert

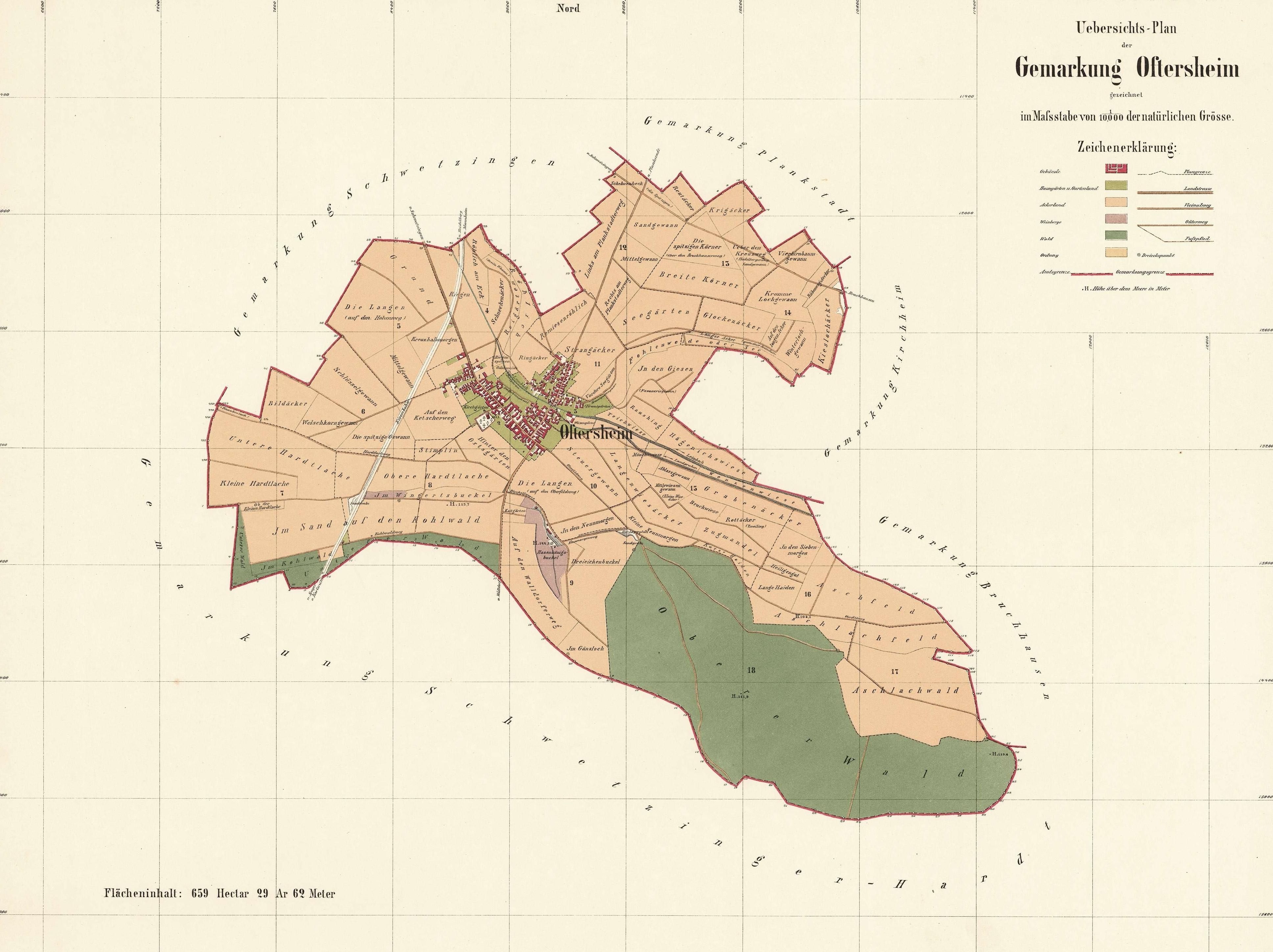
Gemarkungsplan Oftersheim 1878

Im Jahr 1803 wurden die Kurpfalz aufgelöst und Oftersheim gelangte zu Baden. Dort gehörte die Gemeinde zum Bezirksamt Schwetzingen und ab 1924 zum Bezirksamt Mannheim, dem späteren Landkreis Mannheim.
Politisch waren nach der Reichsgründung 1871 die Nationalliberalen am stärksten, ehe sie 1903 von den Sozialdemokraten überflügelt wurden. In der Endphase der Weimarer Republik kam es zu einer Radikalisierung der Wählerschaft. 1930 war die KPD die stärkste Partei und ab 1932 hatte die NSDAP die Mehrheit und erhielt bei der Reichstagswahl 1933 50 Prozent der Stimmen.
Nach dem Zweiten Weltkrieg nahm Oftersheim mehr als 600 Heimatvertriebene auf und wurde Teil des neugebildeten Bundeslandes Baden-Württemberg. 1966 konnte das 1200-jährige Gemeindejubiläum gefeiert werden. 1972 hatte Oftersheim erstmals mehr als 10.000 Einwohner Mit Auflösung des Landkreises Mannheim 1973 kam der Ort zum neuen Rhein-Neckar-Kreis. 1984 wurde die Bundesstraße 291 als südliche Ortsumgehung eröffnet.
Etwa ab dem Jahr 2006 wurde das etwa 28,5 ha große Neubaugebiet Oftersheim-Nordwest zwischen der Bahnstrecke Oftersheim–Hockenheim, der Bundesstraße 291, dem Schwetzinger Ortsteil Schälzig und dem Ortsteil Oftersheim-Nord freigegeben. In der Folge entstanden hauptsächlich Einfamilienhäuser als Reihenhäuser oder Doppelhaushälften, nur in geringerem Umfang frei stehende Einfamilienhäuser und sehr wenige Mehrfamilienhäuser. Es lockte in der Folge viele eher wohlhabendere Familien mit Kindern an. Das Wohngebiet wird im Gegensatz zu dem „eigentlichen“ oder „alten“ Oftersheim auf der anderen Bahnseite, das aus Häusern besteht, die Anfang oder Mitte des 20. Jahrhunderts erbaut wurden, oder aus Hochhäusern aus den 1960er oder 1970er Jahren, als „neues Oftersheim“ bezeichnet. Der Zuzug in dieses Neubaugebiet hat mit hoher Wahrscheinlichkeit zu dem beträchtlichen Einwohnerzuwachs der Gemeinde geführt. Damals kam es zu einer bemerkenswerten Gemeinderatssitzung mit sehr hoher Bürgerbeteiligung. Die Gemeinderatsfraktionen von CDU, SPD und FDP stimmten gemeinsam mit dem damaligen Bürgermeister und heutigen Ehrenbürger gegen eine Änderung des Bebauungsplanes und der Erlaubnis von massiven Trennwänden zwischen den Terrassen der einzelnen Häuser, wie es eine Interessenvertretung von „Neubürgern“ aus Oftersheim-Nordwest anstrengte. Die einzige Gemeinderatsfraktion, die anders abstimmte, waren die Freien Wähler. Der Gemeinderatsbeschluss wurde später auf gerichtlichem Wege aufgehoben.
2016 fanden zur 1250-Jahr-Feier mehrere Jubiläumsfeiern und ein Jubiläumsumzug mit Stadtfest und Mittelaltermarkt statt.

### Einwohnerentwicklung

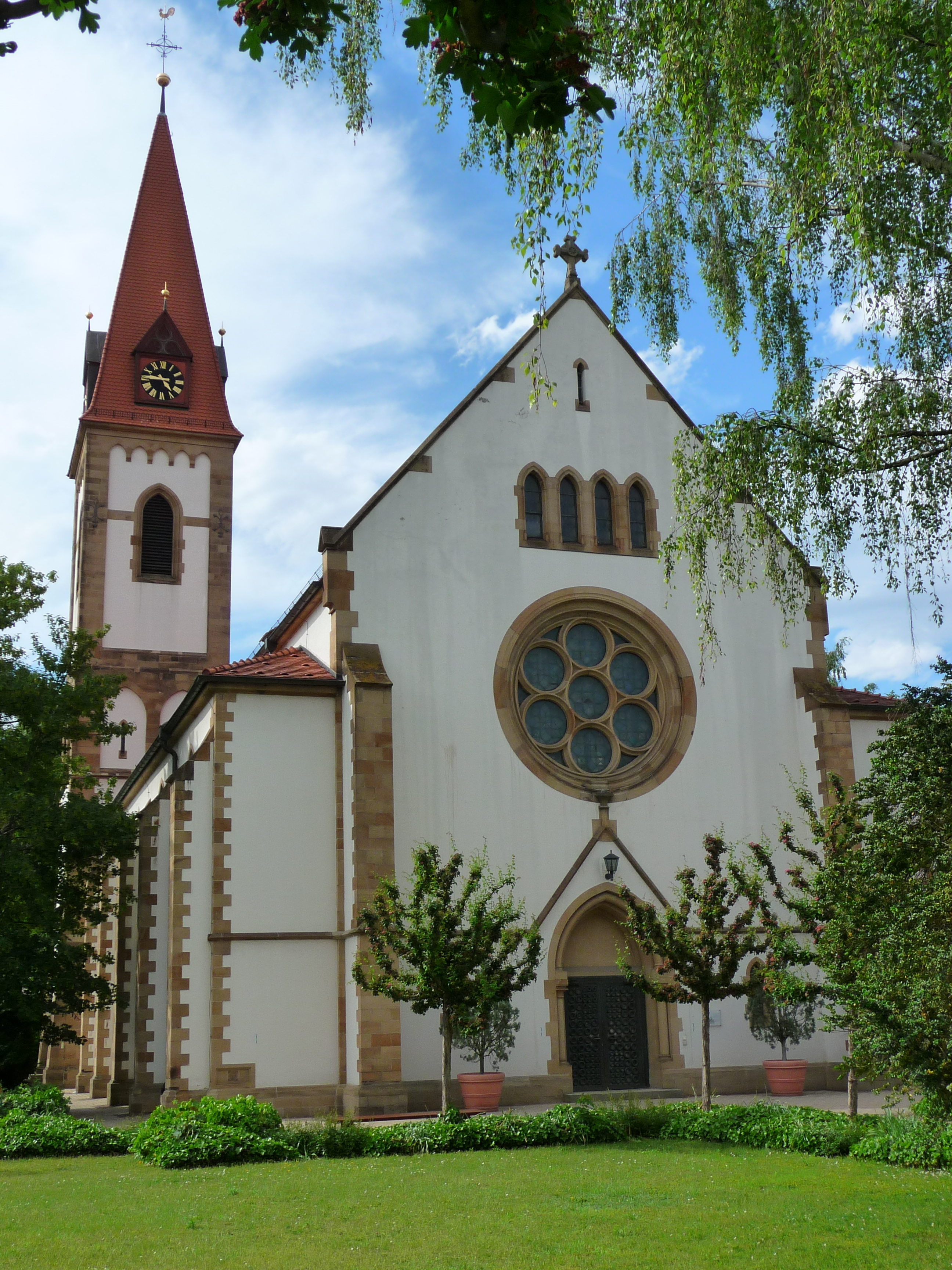
Katholische Kirche St. Kilian

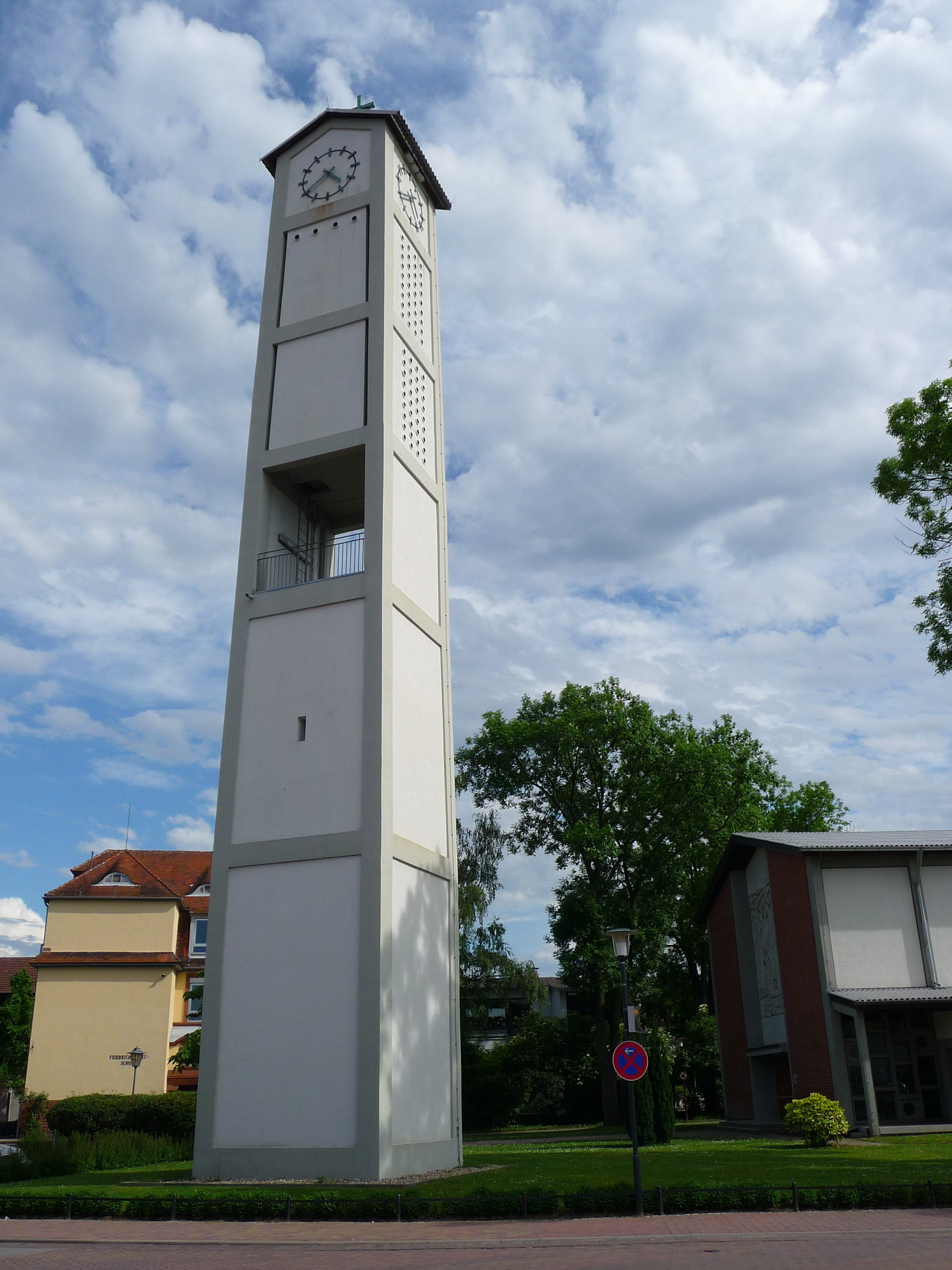
Turm der evangelischen Christuskirche

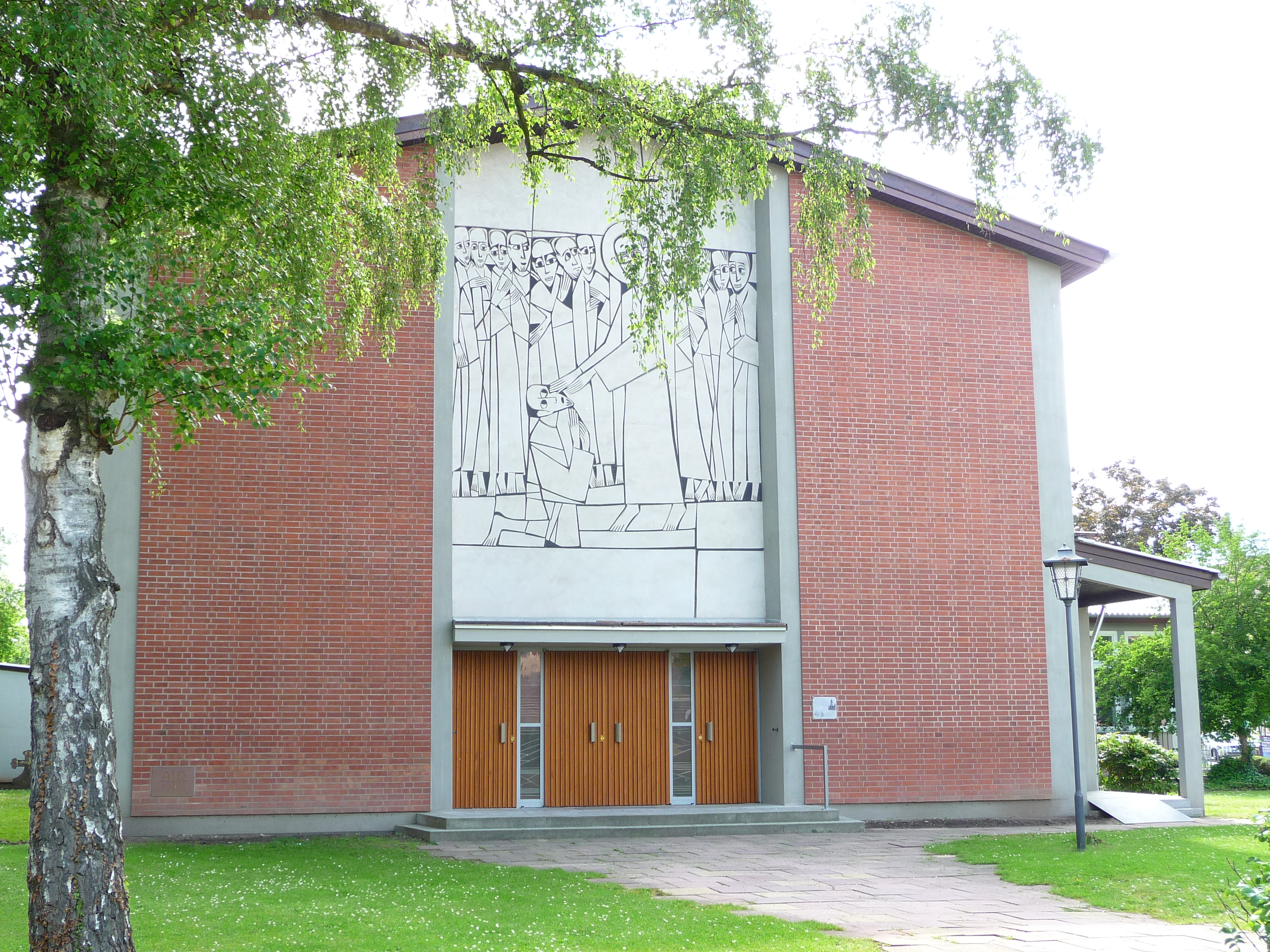
Hauptportal der Christuskirche

| Jahr      | 1439 | 1577 | 1777 | 1834 | 1875  | 1905  | 1925  | 1950  | 1961  | 1967  | 1970  | 1991   | 1995   | 2005   | 2010   | 2015   | 2020   |
| --------- | ---- | ---- | ---- | ---- | ----- | ----- | ----- | ----- | ----- | ----- | ----- | ------ | ------ | ------ | ------ | ------ | ------ |
| Einwohner | 95   | 190  | 489  | 963  | 1.710 | 2.674 | 3.629 | 5.384 | 6.860 | 8.277 | 8.398 | 10.494 | 10.485 | 10.086 | 11.192 | 12.010 | 12.257 |

### Eingemeindungen
Die Schwetzinger Hardt sowie die von ihr abgetrennten Rodungsbezirke unterstanden ab 1803 direkt dem badischen Staat. Dieser übergab 1810 die Polizeihoheit und die Führung der Grundbücher über den Karl-Ludwig-See, die Seeäcker, das Talfeld, die Brühler Hardt, die Zentmaiers Hardt, die Blessenhardt und die Kurze Hardt an die Gemeinde Oftersheim, weil die meisten Pächter in diesen Gebieten Oftersheimer waren. 1891 wollte sich Oftersheim die Markungen endgültig einverleiben, konnte sich aber nicht durchsetzen. Aufgrund der größeren Nähe wurden die Gebiete 1896 unter Schwetzingen, Ketsch und Hockenheim aufgeteilt.
1920 wollte sich Oftersheim nach Schwetzingen eingemeinden lassen, was der Gemeinderat und der Bürgerausschuss auch bereits beschlossen hatten. Die Fusion scheiterte allerdings an der ablehnenden Haltung des Schwetzinger Bürgerausschusses.
Bei der Aufteilung der alten Bruchhausener Gemarkung konnte sich Oftersheim 1928 58 Hektar einverleiben. Weitere 18 Hektar erhielt die Gemeinde von der Stadt Heidelberg an der ehemaligen Kirchheimer Gemarkung.
1931 wurde die Gemarkung der Schwetzinger Hardt unter den anliegenden Gemeinden aufgeteilt. Dabei konnte Oftersheim sein Gemeindegebiet um stattliche 536 Hektar vergrößern.
Bei der baden-württembergischen Gemeindereform in den 1970er Jahren gab es zunächst Pläne, eine große Verwaltungseinheit mit Schwetzingen, Brühl, Ketsch, Oftersheim und Plankstadt zu bilden. Nachdem dies verworfen worden war, sollten Oftersheim und Plankstadt nach Schwetzingen eingemeindet werden. Letztlich konnte Oftersheim aber seine Selbständigkeit behaupten.

## Religionen

### Allgemein
Kirchlich gehörte Oftersheim im Mittelalter zur römisch-katholischen Pfarrei Schwetzingen. Im 16. Jahrhundert führte die Kurpfalz die Reformation ein und vollzog in der Folge einen häufigen Religionswechsel. Bei der Pfälzischen Kirchenteilung 1707 fiel die Oftersheimer Filialkirche an die Reformierten.
Die evangelische Gemeinde, die 1900 eine eigene Pfarrei in Oftersheim erhielt, gehört heute zum Kirchenbezirk Südliche Kurpfalz der Evangelischen Landeskirche in Baden und die 1945 selbständig gewordene, katholische Gemeinde zum Dekanat Wiesloch des Erzbistums Freiburg.

### Konfessionsstatistik
Von 1727 bis 1925 war die Verteilung der Religionszugehörigkeit in der Bevölkerung nahezu stabil bei zwei Dritteln Reformierten bzw. Evangelischen und einem Drittel Katholiken. Nach dem Zweiten Weltkrieg stieg der Anteil der Katholiken durch Zuzüge auf mehr als 40 Prozent im Jahr 1967.
Laut der Volkszählung 2011 waren 36,3 % der Einwohner evangelisch, 33,0 % römisch-katholisch und 30,7 % waren konfessionslos, gehörten einer anderen Religionsgemeinschaft an oder machten keine Angabe. Die Zahl der Protestanten und Katholiken ist seitdem gesunken.

## Politik

### Nachbarschaftsverband
Oftersheim gehört zum Nachbarschaftsverband Heidelberg-Mannheim, dessen Aufgabe es ist, den regionalen Flächennutzungsplan zu erstellen.

### Gemeinderat
Der Gemeinderat in Oftersheim besteht aus den 22 gewählten ehrenamtlichen Gemeinderäten und dem Bürgermeister als Vorsitzendem. Der Bürgermeister ist im Gemeinderat stimmberechtigt.
Die Kommunalwahl am 9. Juni 2024 führte zu folgendem Ergebnis:
| Parteien und Wählergemeinschaften | Parteien und Wählergemeinschaften           | % 2024  | Sitze 2024 | % 2019 | Sitze 2019 | Kommunalwahl 2024 %403020100 35,17 %23,19 %17,46 %16,66 %7,52 % FWVCDUSPDGrüneFDPGewinne und Verlusteim Vergleich zu 2019 %p 4 2 0 −2 −4+0,87 %p+2,49 %p+1,16 %p−3,44 %p−0,98 %pFWVCDUSPDGrüneFDP |
| FWV                               | Freie Wählervereinigung                     | 35,17   | 7          | 34,3   | 7          | Kommunalwahl 2024 %403020100 35,17 %23,19 %17,46 %16,66 %7,52 % FWVCDUSPDGrüneFDPGewinne und Verlusteim Vergleich zu 2019 %p 4 2 0 −2 −4+0,87 %p+2,49 %p+1,16 %p−3,44 %p−0,98 %pFWVCDUSPDGrüneFDP |
| CDU                               | Christlich Demokratische Union Deutschlands | 23,19   | 5          | 20,7   | 5          | Kommunalwahl 2024 %403020100 35,17 %23,19 %17,46 %16,66 %7,52 % FWVCDUSPDGrüneFDPGewinne und Verlusteim Vergleich zu 2019 %p 4 2 0 −2 −4+0,87 %p+2,49 %p+1,16 %p−3,44 %p−0,98 %pFWVCDUSPDGrüneFDP |
| SPD                               | Sozialdemokratische Partei Deutschlands     | 17,46   | 4          | 16,3   | 4          | Kommunalwahl 2024 %403020100 35,17 %23,19 %17,46 %16,66 %7,52 % FWVCDUSPDGrüneFDPGewinne und Verlusteim Vergleich zu 2019 %p 4 2 0 −2 −4+0,87 %p+2,49 %p+1,16 %p−3,44 %p−0,98 %pFWVCDUSPDGrüneFDP |
| Grüne                             | Bündnis 90/Die Grünen                       | 16,66   | 4          | 20,1   | 4          | Kommunalwahl 2024 %403020100 35,17 %23,19 %17,46 %16,66 %7,52 % FWVCDUSPDGrüneFDPGewinne und Verlusteim Vergleich zu 2019 %p 4 2 0 −2 −4+0,87 %p+2,49 %p+1,16 %p−3,44 %p−0,98 %pFWVCDUSPDGrüneFDP |
| FDP/OL                            | Freie Demokratische Partei/Offene Liste     | 7,52    | 2          | 8,5    | 2          | Kommunalwahl 2024 %403020100 35,17 %23,19 %17,46 %16,66 %7,52 % FWVCDUSPDGrüneFDPGewinne und Verlusteim Vergleich zu 2019 %p 4 2 0 −2 −4+0,87 %p+2,49 %p+1,16 %p−3,44 %p−0,98 %pFWVCDUSPDGrüneFDP |
| gesamt                            | gesamt                                      | 100,0   | 22         | 100,0  | 22         | Kommunalwahl 2024 %403020100 35,17 %23,19 %17,46 %16,66 %7,52 % FWVCDUSPDGrüneFDPGewinne und Verlusteim Vergleich zu 2019 %p 4 2 0 −2 −4+0,87 %p+2,49 %p+1,16 %p−3,44 %p−0,98 %pFWVCDUSPDGrüneFDP |
| Wahlbeteiligung                   | Wahlbeteiligung                             | 64,55 % | 64,55 %    | 63,3 % | 63,3 %     | Kommunalwahl 2024 %403020100 35,17 %23,19 %17,46 %16,66 %7,52 % FWVCDUSPDGrüneFDPGewinne und Verlusteim Vergleich zu 2019 %p 4 2 0 −2 −4+0,87 %p+2,49 %p+1,16 %p−3,44 %p−0,98 %pFWVCDUSPDGrüneFDP |

### Bürgermeister
Bürgermeister ist seit dem 1. November 2022 Pascal Seidel (parteilos). Bei der Wahl am 18. September 2022 wurde er mit 64 Prozent der Stimmen gewählt. Amtsinhaber Jens Geiß (CDU), der von 2014 bis 2022 amtierte, erhielt lediglich 35,3 Prozent der Stimmen.
Der Bürgermeister wird in direkter Wahl für eine Amtszeit von acht Jahren gewählt. Seit 1832 gibt es die einheitliche Amtsbezeichnung Bürgermeister (vorher Schultheiß, Vogt oder Anwalt).
Amtsinhaber seit diesem Zeitpunkt waren:
- 1825–1844: Georg Gilbert
- 1844–1847: Georg Heinrich Gieser
- 1848–1850: Johann Jakob Seitz III
- 1850–1852: Phillip Siegel (kommissarischer Verwalter)
- 1853–1870: Jakob Seitz II
- 1870–1876: Abraham Koppert
- 1876–1882: Peter Gieser II
- 1882–1886: Ludwig Koppert II
- 1886–1892: Jakob Gieser II
- 1893–1904: Phillip Ullmer
- 1904–1913: Phillip Braun
- 1913–1919: Ludwig Koppert IV
- 1919–1921: Jakob Frei
- 1921–1923: Jakob Siegel II
- 1924–1926: Johannes Greulich (kommissarisch)
- 1926–1933: Ludwig Koppert IV
- 1933–1939: Hermann Rehm
- 1939–1942: Georg Schuhmacher (kommissarisch)
- 1942–1943: Hermann Rehm
- 1943–1945: Peter Gieser (kommissarisch)

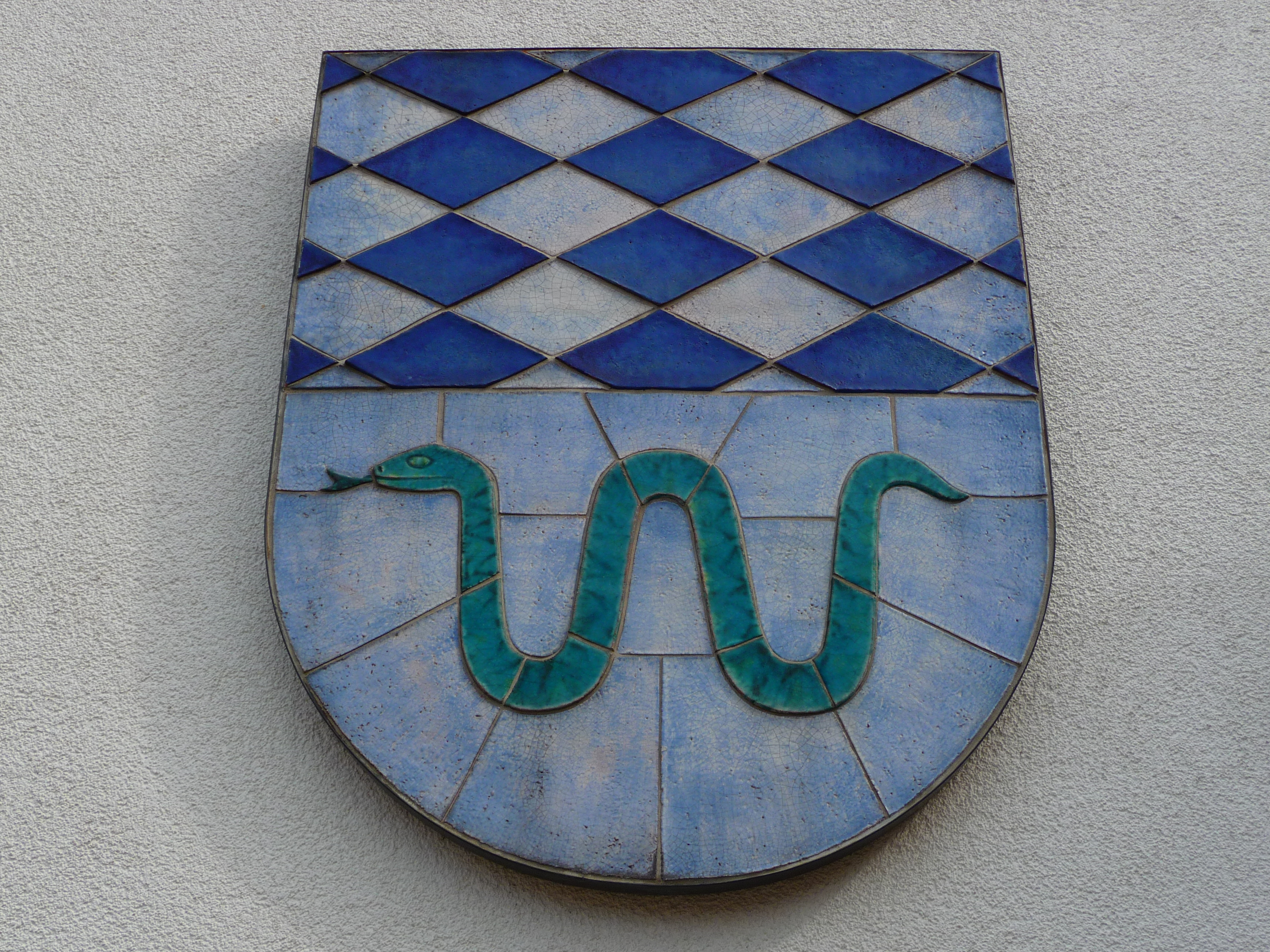
Gemeindewappen am Rathaus

- 1945–1946: Mathias Nickler
- 1946–1948: Wilhelm Kehder
- 1948–1954: Adolf Kircher
- 1954–1974: Karl Frei
- 1974–1998: Siegwald Kehder
- 1998–2014: Helmut Baust
- 2014–2022: Jens Geiß
- seit 2022: Pascal Seidel

### Wappen
Die Blasonierung des Wappens lautet: Im geteilten Schild oben von Blau und Silber waagerecht gerautet, unten in Silber eine kriechende grüne Schlange.
Es geht zurück auf ein Siegel von 1670 und wurde 1900 vom badischen Generallandesarchiv genehmigt. Die Rauten entstammen dem Wappen der Wittelsbacher, dem Herrschergeschlecht der Kurpfalz. Die Schlange ist das Fleckenzeichen Oftersheims, das sich auch auf alten Grenzsteinen wiederfindet. Die Flagge ist Grün-Weiß und wurde 1959 vom baden-württembergischen Innenministerium verliehen.

### Gemeindepartnerschaften
Die Gemeinde Oftersheim unterhält partnerschaftliche Beziehungen mit der Gemeinde Weinböhla in Sachsen.

## Kultur

### Kulturelle Einrichtungen

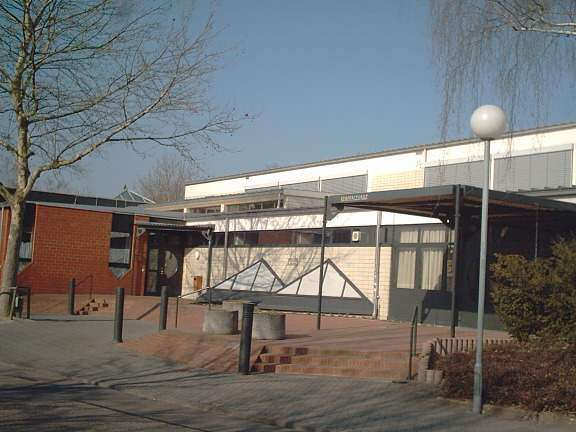
Kurpfalzhalle

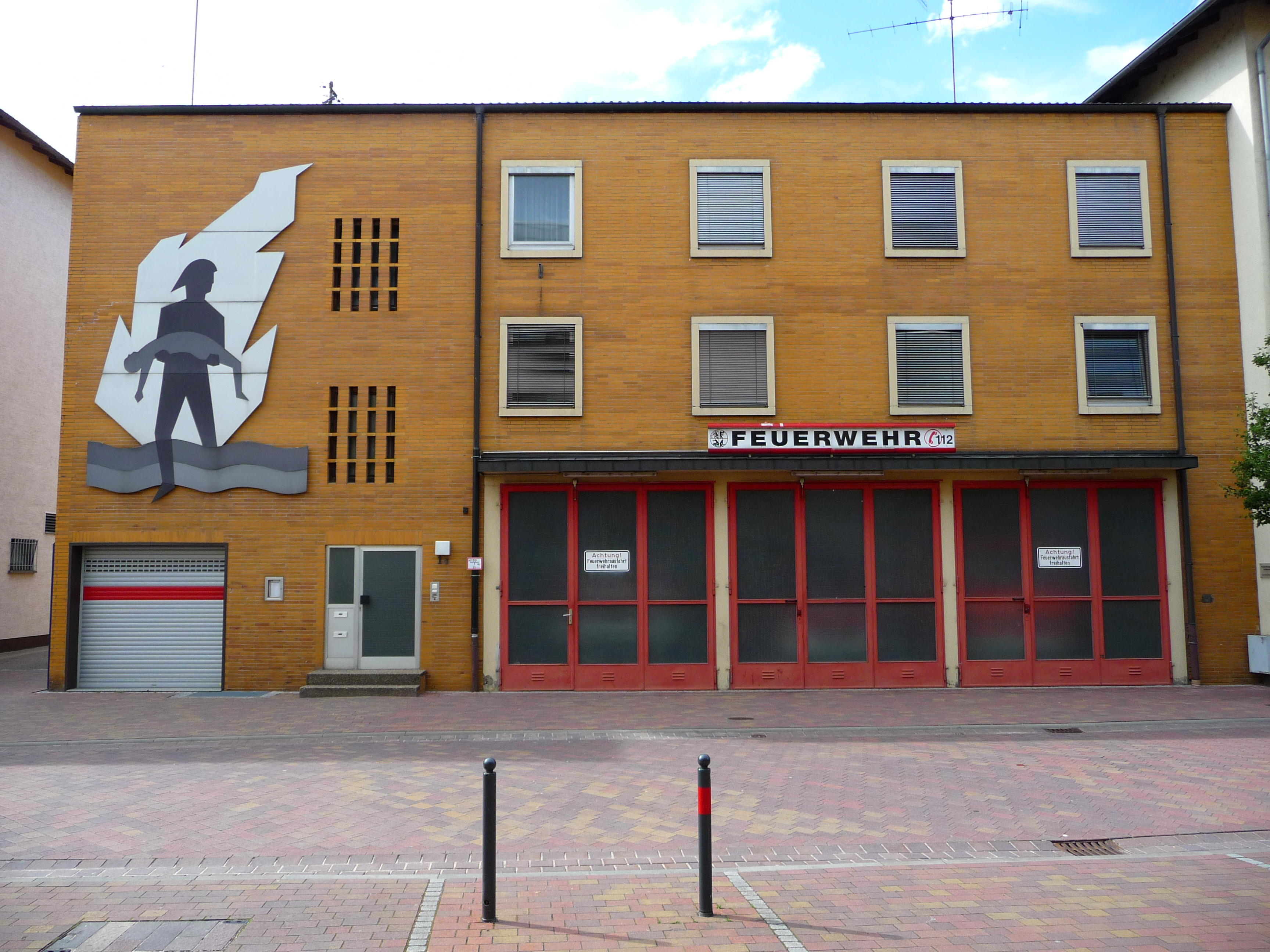
Ehemaliges Gebäude der Freiwilligen Feuerwehr, mittlerweile ist ein „Rettungszentrum Oftersheim“ am Ortsrand entstanden.

Mit der 1961–1963 erbauten, 1980 und 2004 erweiterten bzw. modernisierten Kurpfalzhalle, hat die Gemeinde ihren Einwohnern Möglichkeiten bzw. Räumlichkeiten für die kulturelle Gemeinschaftsarbeit errichtet. Beginn der Erdarbeiten war am 10. Mai 1961. Am 24. Februar 1962 fand die Grundsteinlegung und Namensgebung statt. Am 10. Mai 1963 wurde die Halle eingeweiht. Sie war lange Zeit Mittelpunkt des sportlichen und kulturellen Lebens der Gemeinde. Da sie auch als Sporthalle für die örtlichen Schulen diente genügte sie bald nicht mehr den Anforderungen. Aufgrund dessen wurde 1978 der Umbau und eine Generalsanierung beschlossen.
Rose-Saal
Für kleinere Veranstaltungen steht seit 1983 der Rose-Saal zur Verfügung.
Karl-Frei-Sporthalle
Den sportlichen und schulischen Belangen entsprechen konnte die Gemeinde durch den Bau der Karl-Frei-Sporthalle im Jahr 1970, die den Namen des früheren, langjährigen Bürgermeisters und Ehrenbürgers Karl Frei erhielt.
Mannheimerstr. 59
Als weiterer Mittelpunkt des öffentlichen Geschehens ist das Anwesen Mannheimer Straße 59, mit einer Begegnungsstätte für die älteren Bürger, einem ausgebauten Innenhof mit Scheune für Großveranstaltungen und einem Gewölbekeller für kleinere Vereinsveranstaltungen, entstanden. Seit 2013 findet dort ein Weihnachtsmarkt mit Ständen von Hobbykünstlern statt.
Bellamar
Oftersheim war und ist beteiligt an Bau und Betrieb der, unweit der Gemarkungsgrenze in Schwetzingen gelegenen, Bäderanlage, dem Freibad sowie Freizeit- und Erlebnisbad Bellamar, die die gemeindliche Infrastruktur beachtlich ergänzt und bereichert. Die Einweihung fand am 22. Oktober 1982 statt

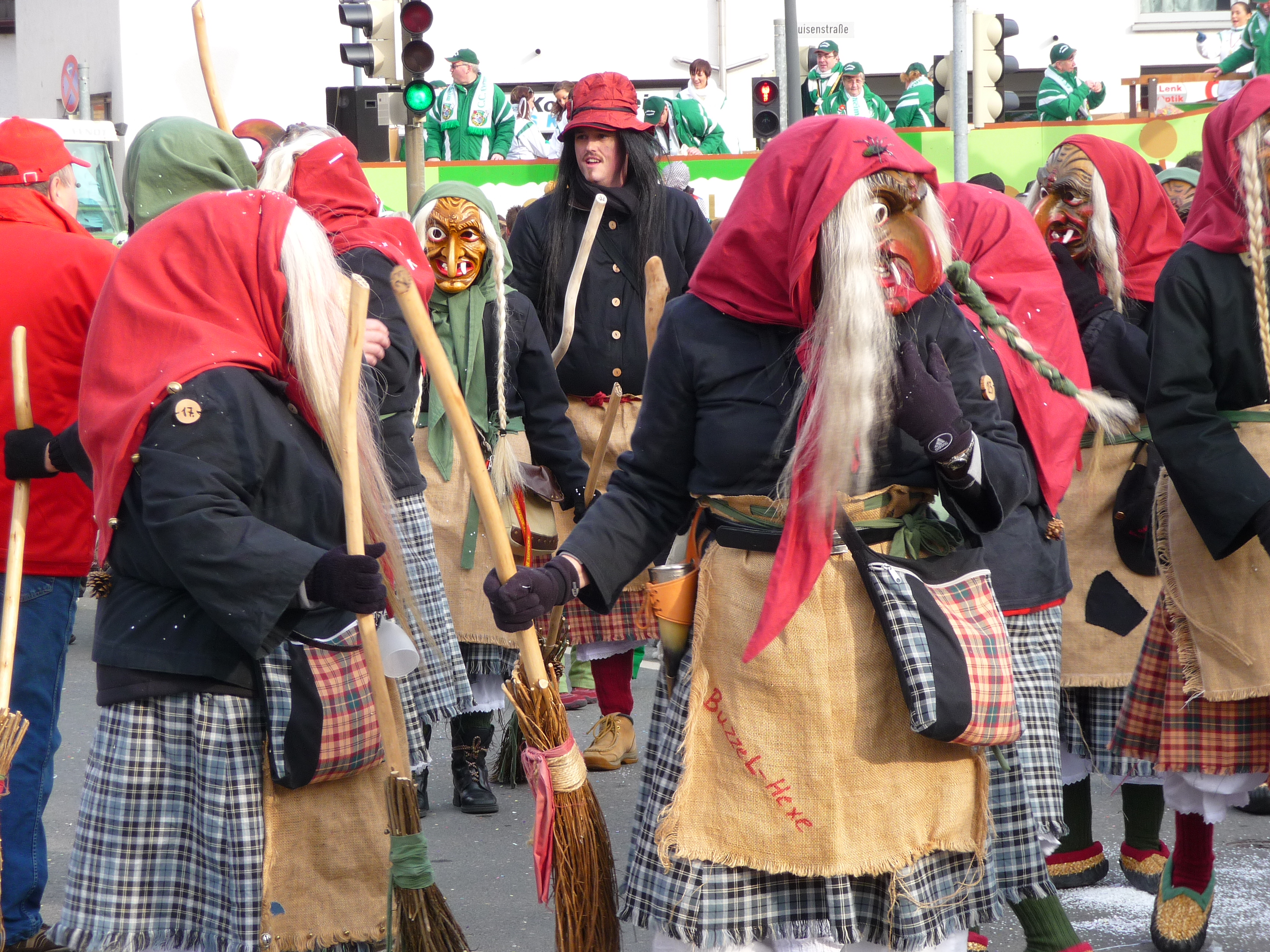
Buzzel-Hexenzunft Oftersheim

### Mundart
In Oftersheim wird, wie in der gesamten Kurpfalz, ein ausgesprochen starker Kurpfälzer Dialekt gesprochen. Es gibt noch heute eine Ofdascha Mundart. Durch die starke Immigration geht die Verwendung dieser Sprache jedoch von Generation zu Generation mehr zurück.

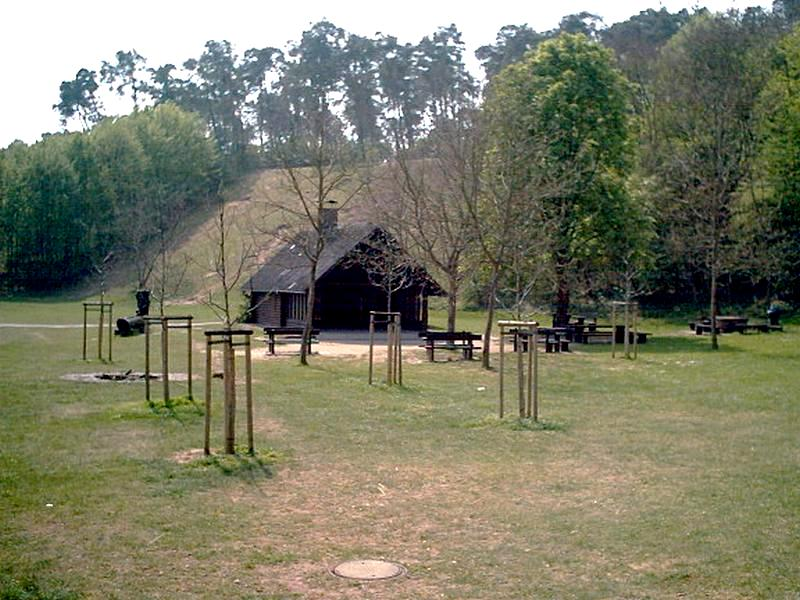
Grillhütte am Rande der Dünen

### Naturdenkmäler und Sehenswürdigkeiten
Die Landschaft der Oftersheimer und Sandhausener Dünen gehört zu den landschaftlich schönsten und vegetationskundlich wertvollsten Binnendünen Süddeutschlands. Hier befindet sich nicht nur die höchste Binnendüne Süddeutschlands, sondern die Gegend zählt auch zu den letzten Rückzugsgebieten für seltene und vom Aussterben bedrohte Tier- und Pflanzenarten in Baden-Württemberg. Der überwiegende Teil der Dünenlandschaft zwischen Oftersheim und Sandhausen ist seit November 2007 als so genanntes FFH-Gebiet (Fauna-Flora-Habitat) im Rahmen des europäischen Schutzgebietsnetzes NATURA 2000 ausgewiesen. Die Lokale Agenda 21 Oftersheim hat einen Naturerlebnisweg durch die Dünenlandschaft eingerichtet, den Dünenrundweg Oftersheim. Leider sind weitere schützenswerte Gebiete entlang der Bahnstrecke nach Hockenheim ungeschützt.
Das Herzogskreuz ist ein historisches Steinkreuz, das im 18. Jahrhundert zum Grenzstein umgenutzt wurde.

### Sport

#### TSV 1895 Oftersheim e.V.
Leichtathletik: Malaika Mihambo wurde 2018 mit einer Weite von 6,75 m Europameisterin im Weitsprung, 2019 wurde sie Weltmeisterin im Weitsprung und Sportlerin des Jahres. Dieser Titel wurde ihr auch 2020 verliehen, 2021 wurde sie bei den Olympischen Spielen in Tokyo Olympiasiegerin.
Handball: Die Herren-Mannschaft der HG Oftersheim/Schwetzingen, einer Spielgemeinschaft der Handballabteilungen des TSV Oftersheim und des TV Schwetzingen 1864, spielte von 2004 bis 2009 in der 2. Handball-Bundesliga. Nach einigen Jahren in der Regionalliga Süd ist die HG seit der Saison 2016/17 wieder in der 3. Bundesliga aktiv.

#### SG Oftersheim
Die SG Oftersheim hat ihre größten Erfolge im Fußball erreicht, als sie 1996/97 in der Oberliga Baden-Württemberg spielte.

## Wirtschaft und Infrastruktur

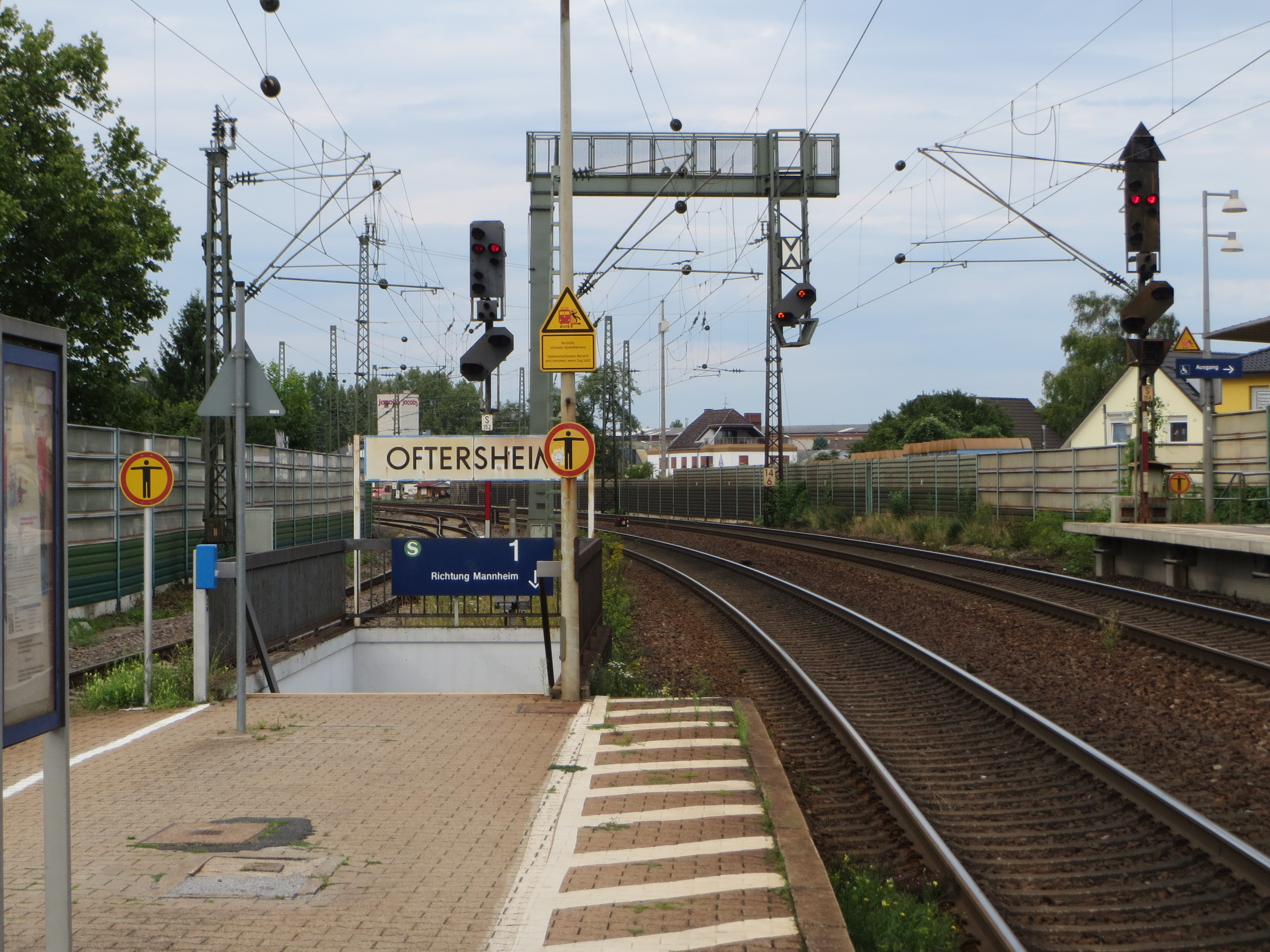
Bahnhof Oftersheim an der Rheinbahn

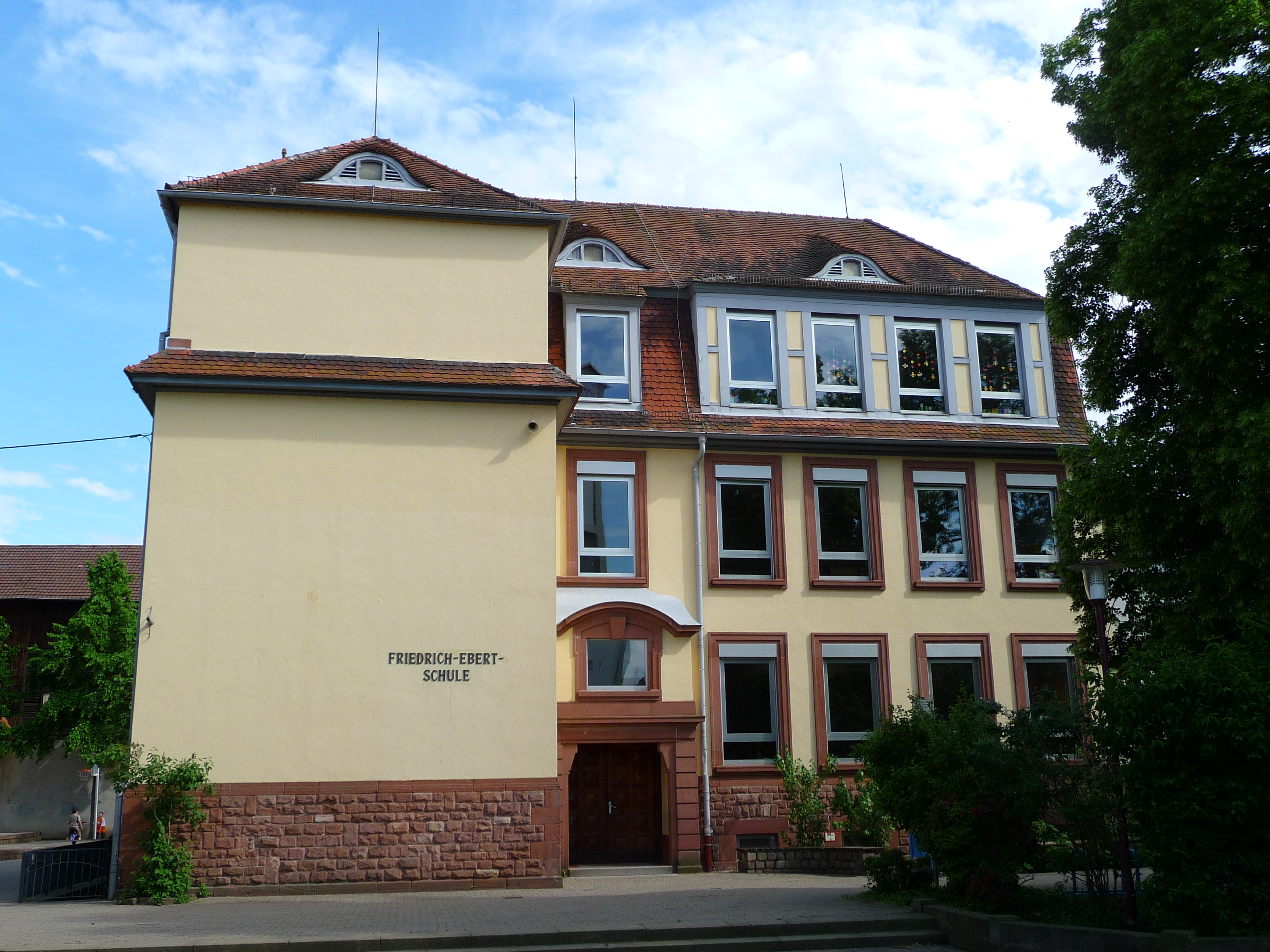
Friedrich-Ebert-Grundschule

### Verkehr
Verkehrstechnisch ist die Gemeinde regional und überregional mit der Bahnstrecke Mannheim–Rastatt und den Autobahnanschlüssen A 5 & A 6 angebunden. Nahverkehrsanbindungen bestehen in Richtung Mannheim, Heidelberg, Speyer, Hockenheim, Walldorf und Karlsruhe. Oftersheim gehört zum Tarifgebiet des Verkehrsverbunds Rhein-Neckar.
Die Wohngemeinde verfügt damit über einen ausgezeichneten Zugang zu den wirtschaftlichen Ballungszentren in Mannheim, Ludwigshafen (insbesondere BASF) und Heidelberg, sowie zu Arbeitsplätzen hauptsächlich in Schwetzingen und Walldorf (SAP).
Auf kurzem Wege gelangt man von hier auch zu den Universitäten in Heidelberg, Mannheim und auch Karlsruhe.
Durch Alltagsrouten aus dem Radnetz Baden-Württemberg ist Oftersheim
- über Schwetzingen mit Mannheim,
- über Hockenheim mit Waghäusel und Karlsruhe und
- über Walldorf mit Wiesloch verbunden.

### Bildung
- Theodor-Heuss-Grundschule (bis 2020 Grund-, Haupt- und Werkrealschule), erbaut 1969–1970.
- Friedrich-Ebert-Grundschule

Von den alten Schulhäusern steht nur noch der 1888 erbaute spätklassizistische Klinkerbau, in dem die Friedrich-Ebert-Grund-Schule noch Unterricht abhält, aber auch Vereine Übungsstunden veranstalten bzw. Vorträge der Volkshochschule stattfinden. Das Hauptgebäude der Friedrich-Ebert-Schule wurde 1911 errichtet und umfasst sechs Säle; die Schule wurde 1952/53 um acht Zimmer erweitert und 1997/98 komplett modernisiert und an den heutigen Standard angepasst.
Die Theodor-Heuss-Grundschule wurde in den Jahren 2020 bis 2021 von einer Grund-, Haupt- und Werkrealschule zu einer Ganztagesgrundschule umgebaut.

## Persönlichkeiten

### Bekannte Sportler Oftersheimer Vereine
- Kenneth Kronholm (* 1985), Fußballprofi
- Holger Löhr (* 1970), Handballnationalspieler
- Malaika Mihambo (* 1994), Weitsprung-Weltmeisterin und Olympiasiegerin

### Ehrenbürger
Die Jahreszahlen geben den Zeitpunkt der Verleihung der Ehrenbürgerwürde wieder.
- 1960: Franz Volk, Heimatforscher
- 1960: Wilhelm Hesch, Dekan
- 1974: Karl Frei, langjähriger Bürgermeister
- 1990: Hans Stohner, langjähriger Gemeinderat
- 1990: Otto Heger, langjähriger Gemeinderat
- 1998: Siegwald Kehder, langjähriger Bürgermeister
- 2009: Rudolf Uebelhör, langjähriger Gemeinderat
- 2014: Kurt Siegel, langjähriger Gemeinderat
- 2014: Walter Pfister, langjähriger Gemeinderat
- 2014: Helmut Baust, langjähriger Bürgermeister
- 2018: Roland Seidel, langjähriger Gemeinderat
- 2019: Janfried Patzschke, langjähriger Gemeinderat
- 2019: Friedbert Schnabel, langjähriger Gemeinderat

### Bücher und Publikationen zu Oftersheim
- Seyfried, Eugen: Heimatgeschichte des Bezirks Schwetzingen, Ketsch 1925
- Volk, Franz: Oftersheim. Ein Dorf und seine Geschichte, Mannheim 1968
- Liébray, Gilbert: Das phonologische System der Oftersheimer Mundart (Diss.), Marburg 1969
- Frei, Karl: Ofdascha Schbroch und Gschischde, Oftersheim 1979
- Frei, Karl: Alt Oftersheim im Bild, Oftersheim 1983
- Frei, Karl: Oftersheim Schbroch und Schbrisch, Oftersheim 1984
- Frei, Karl: Oftersheim – Streifzüge durch die Geschichte eines Dorfes, Oftersheim 1989
- Frei, Kurt / Frei, Karl: Familien in Oftersheim  1694–1900. Oftersheim 1992 (= Badische Ortssippenbücher 67)
- Oestergaard, Jessen: Oftersheim. Portrait einer Gemeinde, Heidelberg 1993
- Sparkasse Heidelberg (Hg): Oftersheim. Geschichte und Gegenwart (Städte-/Gemeindeportraits Nr. 23), Heidelberg 2005

### Sonstige
- Hans Huth: Die Kunstdenkmäler des Landkreises Mannheim: Ohne Stadt Schwetzingen. München 1967
- Schaab, Meinrad: Staatl. Archivverwaltung Baden-Württemberg in Verbindung mit d. Städten u.d. Landkreisen Heidelberg u. Mannheim (Hrsg.): Die Stadt- und die Landkreise Heidelberg und Mannheim: Amtliche Kreisbeschreibung.
  - Bd. 1: Allgemeiner Teil. Karlsruhe 1966
  - Bd. 2: 1968
  - Bd. 3: Die Stadt Mannheim und die Gemeinden des Landkreises Mannheim. Karlsruhe 1970